# Antitau
Een antitau-lepton is het antideeltje van het tau-lepton.
Het antitau is een elementair deeltje of subatomair deeltje meer bepaald een fermion, lepton met precies dezelfde eigenschappen als het tau, maar dan gespiegeld. De twee zijn dus antimaterie en materie en vernietigen elkaar dus als ze elkaar ontmoeten. Het antitau is een neef van het positron en het antimuon. Zie het standaardmodel voor meer gegevens.